# La Chronique de Paris
La Chronique de Paris est une revue littéraire mensuelle fondée par Honoré de Balzac en 1835.

## Historique
En 1835, Balzac apprit que ce journal, une feuille royaliste, était à vendre, et il l'acheta, comme d'habitude, avec des fonds qu'il ne possédait pas. L'entreprise, qui eût parue dramatique à tout autre, remplissait de joie un Balzac qui construisit aussitôt ses « châteaux en Espagne ». Tout était simple : Gustave Planche se chargerait de la critique littéraire, Théophile Gautier, dont Balzac appréciait le jeune talent, ferait partie de la rédaction. Le jeune romancier, très impressionné par Balzac, promit des articles.
Quand parut enfin La Chronique de Paris, le 1er janvier 1836, l'équipe comprenait des plumes importantes : Victor Hugo, Gustave Planche, Alphonse Karr, Théophile Gautier. Et pour les illustrations, on avait Henri Monnier, Grandville et Daumier. Balzac se réservait la politique (puisque le journal était un outil de pouvoir) et il fournirait aussi des nouvelles. En réalité, si les membres de la rédaction festoyèrent beaucoup chez Balzac, bien peu d'entre eux tinrent leurs engagements. Balzac écrivait La Chronique pratiquement à lui tout seul. Il y publia des textes que l'on retrouvera plus tard dans La Comédie humaine  remaniés mille fois : L'Interdiction,  La Messe de l'athée, Facino Cane. Quant aux articles politiques signés de sa main, voici un extrait de celui paru le 12 mai 1836 :

« Monsieur Thiers n'a jamais eu qu'une seule pensée : il a toujours songé à Monsieur Thiers […]. Monsieur Guizot est une girouette qui, malgré son incessante mobilité, reste sur le même bâtiment. »

Au début, le journal eut un grand succès. Les nouveaux abonnés affluaient et La Chronique aurait pu réussir si Balzac n'avait été obligé de livrer, en même temps, à ses éditeurs (Madame Béchet et Werdet) les derniers volumes des Études de mœurs ; s'il n'avait pas, par ailleurs, fait faillite dans une autre entreprise chimérique lancée avec son beau-frère Surville, et s'il n'avait eu sur les bras un procès contre François Buloz à propos du Lys dans la vallée. Arrêté par la Garde nationale, conduit à la maison d'arrêt (dont l'éditeur Werdet le fit sortir assez rapidement), il était maintenant découragé. Menacé d'être mis en faillite, il décida d'abandonner La Chronique.